# NGC 1153
NGC 1153 је лентикуларна галаксија у сазвежђу Кит која се налази на NGC листи објеката дубоког неба.
Деклинација објекта је + 3° 21' 43" а ректасцензија 2h 58m 10,2s. Привидна величина (магнитуда) објекта NGC 1153 износи 12,5 а фотографска магнитуда 13,4. NGC 1153 је још познат и под ознакама UGC 2439, MCG 0-8-59, CGCG 389-55, PGC 11230.